# Happisburgh
Happisburgh est un village côtier et une paroisse civile du comté de Norfolk, dans l'est de l'Angleterre, à 10 km de North Walsham.
Happisburgh est devenu un site d'importance archéologique nationale en 2010, lorsque des outils en silex de plus de 800 000 ans ont été découverts, représentant ainsi la preuve d'occupation humaine la plus ancienne de tout le Royaume-Uni.

## Phare

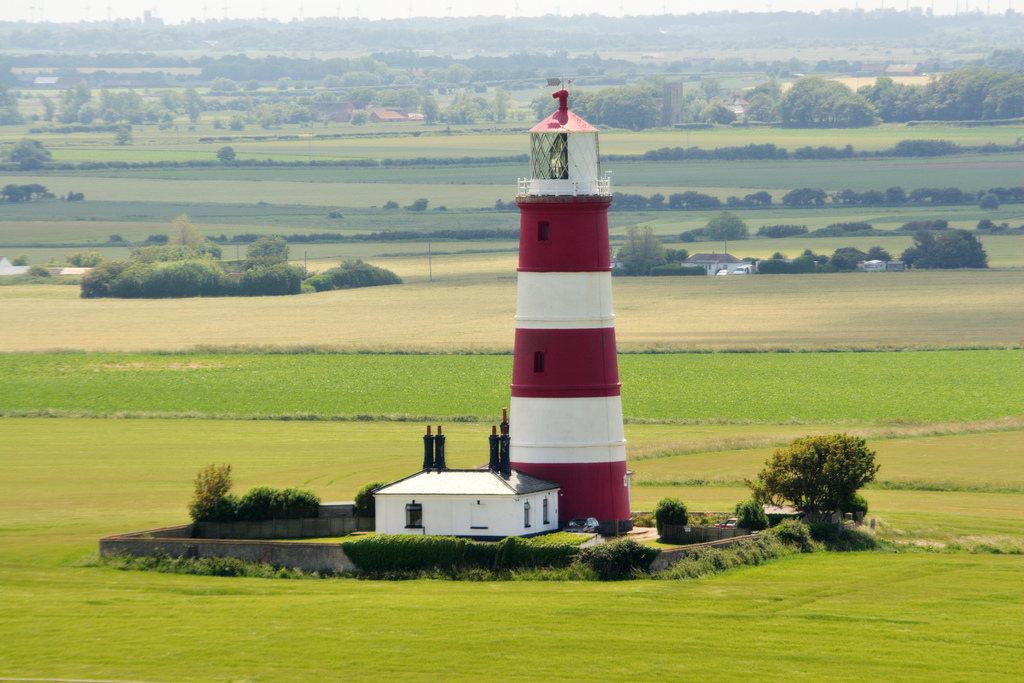
Le phare d'Happisburgh

Le village a perdu un peu de superficie à cause de l'érosion de ses plages et de ses falaises. Un phare, situé trop près du bord, a dû être démoli avant qu'il ne glisse vers la mer. L'autre phare principal, érigé en 1791, est toujours en activité : il s'agit du plus ancien phare de l'Est-Anglie, et aussi le seul phare exploité indépendamment en Grande-Bretagne (ouvert au public occasionnellement le dimanche pendant l'été).

## Paléontologie
En 2013, des traces de pas d'hominiens datées de plus de 800 000 ans sont découvertes dans une couche de sédiments située sur la plage et mise au jour par la forte érosion marine de la côte. Ce sont les plus anciennes traces de pas d'hominiens jamais découvertes hors d'Afrique. L'action de la marée les a fait disparaitre quelques jours plus tard.

## Station de sauvetage

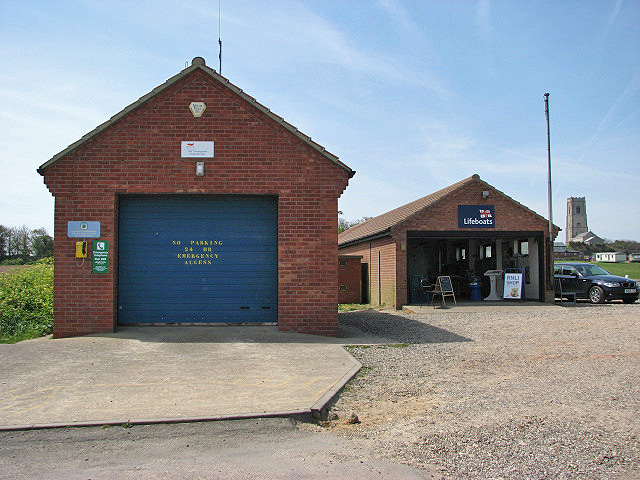
Station RNLI

La première station de sauvetage a été construite au-dessus des falaises en 1866. Elle a fermé en 1926 et l'embarcation de sauvetage a été retirée. Une petite remise à bateau a été construite de nouveau en 1965 pour abriter le canot D -class lifeboat (EA16) (en). En 1987, un bâtiment plus moderne l'a remplacé avec un nouveau canot, le Colin Martin, mis en service le 13 septembre 1994.
Le 22 octobre 2003, un nouveau canot de sauvetage, le D-607 Spirit of Berkhamsted, a été mis en service. La station a été honorée avec une médaille d'argent de la Royal National Lifeboat Institution.